# Thyrsodium guianense
Thyrsodium guianense är en sumakväxtart som beskrevs av Paul Antoine Sagot och March.. Thyrsodium guianense ingår i släktet Thyrsodium och familjen sumakväxter. Inga underarter finns listade i Catalogue of Life.